# Mort aux Vaches (Tim Hecker)
Mort aux Vaches è un album in studio di Tim Hecker del 2005
Mort aux Vaches appartiene a una serie di album omonimi pubblicati dalla Staalplaat, e proviene da un live set registrato il 3 maggio 2004 per la radio olandese VPRO.

## Tracce
1. Mort aux Vaches – 40:43